# Èvres
Èvres é uma comuna francesa na região administrativa de Grande Leste, no departamento de Meuse. Estende-se por uma área de 11,65 km². Em 2010 a comuna tinha 101 habitantes (densidade: 8,7 hab./km²).